# Constituição da Indonésia
A Constituição da Indonésia (indonésio: Undang-Undang Dasar Republik Indonesia 1945, UUD '45) é a base para o governo da Indonésia. A constituição foi escrita em junho, julho e agosto de 1945, quando a Indonésia estava emergindo do controle japonês no final da Segunda Guerra Mundial. Foi revogada pela Constituição Federal de 1949 e pela Constituição Provisória de 1950, mas restaurada em 5 de julho de 1959.
A Constituição de 1945 estabeleceu então a Pancasila, os cinco princípios nacionalistas concebidos por Sukarno, como a personificação dos princípios básicos de um estado indonésio independente. Ela prevê uma separação limitada dos poderes executivo, legislativo e judicial. O sistema governamental foi descrito como "presidencialista com características parlamentares". Após a Revolta indonésia em 1998 e a renúncia do Presidente Suharto, várias reformas políticas foram postas em movimento, através de alterações à Constituição da Indonésia, que resultaram em mudanças em todos os ramos do governo, bem como disposições adicionais de direitos humanos.

## A posição legal
A constituição de 1945 tem a mais alta autoridade legal no sistema de governo do país. Os poderes executivo, legislativo e judiciário do governo devem se submeter a ela. A constituição foi originalmente promulgada oficialmente em 18 de agosto de 1945. A elucidação anexa, elaborada pelo Prof. Raden Soepomo (1903-1958), o primeiro ministro da justiça da Indonésia, foi oficialmente declarada como parte da constituição em 5 de julho de 1959. O preâmbulo, o corpo da constituição e a elucidação foram todos reafirmados como partes inseparáveis da constituição em 1959, e depois novamente no MPR Provisório No. XX / MPRS / 1966. No entanto, desde as emendas, a elucidação não foi atualizada, e ainda é a mesma do documento original, incluindo partes que foram removidas, como o capítulo IV. Durante as sessões da Assembléia dos Povos, todas as idéias formuladas na elucidação foram transformadas em artigos das novas emendas. Em seguida, o artigo final da constituição emendada afirma que a constituição consiste no preâmbulo e nos artigos.